# Euphrasia petiolaris
Euphrasia petiolaris är en snyltrotsväxtart som beskrevs av Richard von Wettstein. Euphrasia petiolaris ingår i släktet ögontröster, och familjen snyltrotsväxter. Utöver nominatformen finns också underarten E. p. thuschethica.